# Al-Jazira Club 2012-2013
Questa voce raccoglie le informazioni riguardanti l'Al-Jazira Club nelle competizioni ufficiali della stagione 2012-2013.

## Rosa
| N. |                                | Ruolo | Calciatore            |
| -- | ------------------------------ | ----- | --------------------- |
| 1  | Emirati Arabi Uniti (bandiera) | P     | Ali Khasif            |
| 3  | Emirati Arabi Uniti (bandiera) | D     | Jumaa Abdullah        |
| 4  | Emirati Arabi Uniti (bandiera) | D     | Abdulla Al Bloushi    |
| 5  | Emirati Arabi Uniti (bandiera) | D     | Abdulsalaam Jumaa     |
| 6  | Emirati Arabi Uniti (bandiera) | C     | Ali Abbas Yasin       |
| 7  | Emirati Arabi Uniti (bandiera) | A     | Ahmed Jumaa           |
| 8  | Emirati Arabi Uniti (bandiera) | C     | Abdullah Qasem        |
| 9  | Brasile (bandiera)             | A     | Baré                  |
| 10 | Emirati Arabi Uniti (bandiera) | C     | Ibrahim Diaky         |
| 11 | Emirati Arabi Uniti (bandiera) | C     | Ahmed Muhad           |
| 12 | Brasile (bandiera)             | A     | Fernandinho           |
| 15 | Emirati Arabi Uniti (bandiera) | D     | Saleh Abdulla Basheer |
| 16 | Emirati Arabi Uniti (bandiera) | C     | Abdulraheem Jumaa     |
| 18 | Emirati Arabi Uniti (bandiera) | C     | Abdullah Mousa        |
| 21 | Emirati Arabi Uniti (bandiera) | P     | Ahmed Ali Mubarak     |

| N. |                                | Ruolo | Calciatore          |
| -- | ------------------------------ | ----- | ------------------- |
| 22 | Argentina (bandiera)           | C     | Matías Delgado      |
| 23 | Emirati Arabi Uniti (bandiera) | C     | Khalid Sabeal       |
| 24 | Emirati Arabi Uniti (bandiera) | C     | Subait Khater       |
| 25 | Emirati Arabi Uniti (bandiera) | C     | Khamis Ismaeel      |
| 26 | Emirati Arabi Uniti (bandiera) | C     | Salem Masoud Rashid |
| 33 | Emirati Arabi Uniti (bandiera) | P     | Khalid Eisa         |
| 36 | Emirati Arabi Uniti (bandiera) | P     | Khaled Saif         |
| 37 | Brasile (bandiera)             | A     | Ricardo Oliveira    |
| 44 | Emirati Arabi Uniti (bandiera) | A     | Ali Mabkhout        |
| 74 | Emirati Arabi Uniti (bandiera) | D     | Naser Baris         |
| 30 | Emirati Arabi Uniti (bandiera) | D     | Mohammed Ali Karim  |
| 77 | Emirati Arabi Uniti (bandiera) | C     | Sultan Bargash      |
| 89 | Corea del Sud (bandiera)       | C     | Shin Hyung-Min      |

## Calciomercato

### Sessione estiva(dall'1/7 all'1/9)
| Acquisti | Acquisti       | Acquisti        | Acquisti                   |
| R.       | Nome           | da              | Modalità                   |
| -------- | -------------- | --------------- | -------------------------- |
| A        | Fernandinho    | San Paolo       | definitivo(4.500.000 euro) |
| C        | Shin Hyung-Min | Pohang Steelers | prestito                   |

| Cessioni | Cessioni     | Cessioni   | Cessioni                   |
| R.       | Nome         | a          | Modalità                   |
| -------- | ------------ | ---------- | -------------------------- |
| D        | Lucas Neill  | Al-Wasl    | svincolato                 |
| A        | Rafael Sóbis | Fluminense | definitivo(3.500.000 euro) |
| A        | Baré         | Al-Arabi   | prestito                   |

### Sessione invernale(dall'1/1 al 31/1)
| Acquisti | Acquisti | Acquisti | Acquisti      |
| R.       | Nome     | da       | Modalità      |
| -------- | -------- | -------- | ------------- |
| A        | Baré     | Al-Arabi | fine prestito |

| Cessioni | Cessioni | Cessioni        | Cessioni |
| R.       | Nome     | a               | Modalità |
| -------- | -------- | --------------- | -------- |
| A        | Baré     | Shimizu S-Pulse | prestito |

## Risultati

### Campionato

#### Girone di andata
| 24 settembre 2012, ore 18:15 1ª giornata | Al-Jazira | 1 – 2 | Al-Nassr |  |

| 28 settembre 2012, ore 18:15 2ª giornata | Al-Ahli Dubai | 0 – 2 | Al-Jazira |  |

| 5 ottobre 2012, ore 18:15 3ª giornata | Al-Jazira | 2 – 1 | Ajman |  |

| 21 ottobre 2012, ore 16:40 4ª giornata | Al Dhafra | 2 – 1 | Al-Jazira |  |

| 29 ottobre 2012, ore 18:00 5ª giornata | Al-Jazira | 2 – 2 | Al-Ain |  |

| 3 novembre 2012, ore 13:50 6ª giornata | Fujairah | 0 – 4 | Al-Jazira |  |

| 9 novembre 2012, ore 17:00 7ª giornata | Al-Wasl | 0 – 0 | Al-Jazira |  |

| 19 novembre 2012, ore 17:00 8ª giornata | Al-Jazira | 2 – 1 | Al-Shabab |  |

| 24 novembre 2012, ore 13:40 9ª giornata | Ittihad Kalba | 1 – 3 | Al-Jazira |  |

| 29 novembre 2012, ore 13:45 10ª giornata | Al-Jazira | 1 – 1 | Dubai Club |  |

| 5 dicembre 2012, ore 13:45 11ª giornata | Al-Shaab | 2 – 3 | Al-Jazira |  |

| 10 dicembre 2012, ore 13:50 12ª giornata | Al-Jazira | 3 – 0 | Baniyas |  |

| 15 dicembre 2012, ore 17:00 13ª giornata | Al-Wahda | 0 – 2 | Al-Jazira |  |

#### Girone di ritorno
| 6 aprile 2013, ore 18:30 14ª giornata | Al-Nassr | 3 – 3 | Al-Jazira |  |

| 26 gennaio 2013, ore 17:00 15ª giornata | Al-Jazira | 2 – 2 | Al-Ahli Dubai |  |

| 14 febbraio 2013, ore 17:00 16ª giornata | Ajman | 2 – 4 | Al-Jazira |  |

| 21 febbraio 2013, ore 17:15 17ª giornata | Al-Jazira | 4 – 1 | Al Dhafra |  |

| 3 marzo 2013, ore 17:15 18ª giornata | Al-Ain | 1 – 0 | Al-Jazira |  |

| 7 marzo 2013, ore 14:45 19ª giornata | Al-Jazira | 3 – 3 | Fujairah |  |

| 29 marzo 2013, ore 14:55 20ª giornata | Al-Jazira | 2 – 3 | Al-Wasl |  |

| 15 aprile 2013, ore 15:55 21ª giornata | Al-Shabab | 5 – 1 | Al-Jazira |  |

| 19 aprile 2013, ore 16:05 22ª giornata | Al-Jazira | 3 – 1 | Ittihad Kalba |  |

| 27 aprile 2013, ore 18:45 23ª giornata | Dubai Club | 1 – 1 | Al-Jazira |  |

| 9 maggio 2013, ore 17:35 24ª giornata | Al-Jazira | 2 – 0 | Al-Shaab |  |

| 20 maggio 2013, ore 17:45 25ª giornata | Baniyas | 1 – 3 | Al-Jazira |  |

| 25 maggio 2013, ore 16:15 26ª giornata | Al-Jazira | 2 – 2 | Al-Wahda |  |